# Rio Holmes
O rio Holmes é um afluente do rio Fraser superior na região de Robson Valley, na Colúmbia Britânica, no Canadá, entrando naquele rio a sudeste da vila de McBride. O rio recebeu o nome de Albert W. Holmes, guarda florestal da província de McBride. "Beaver River" é ou era o nome local, provavelmente se referindo a uma formação rochosa distinta.